# Château de Savigny-lès-Beaune
Pour les articles homonymes, voir Château de Savigny.
Le château de Savigny-lès-Beaune est un château fort du XIVe siècle sur un domaine viticole de 20 hectares du vignoble de la côte de Beaune, à Savigny-lès-Beaune en Côte-d'Or en Bourgogne-Franche-Comté. Il est inscrit aux monuments historiques depuis 18 décembre 1940, et héberge plusieurs musées et importantes collections de milliers d'automobiles, motos, avions, camions, et objets de viticulture...

## Historique
Ce château est construit vers 1340 par Jean de Frolois, Maréchal du duché de Bourgogne, pour le duc Eudes IV de Bourgogne.
Il est détruit en 1478 sur ordre de Louis XI, en représailles de ce que son propriétaire avait pris le parti de la duchesse Marie de Bourgogne et de son mari le futur empereur Maximilien Ier contre lui durant la guerre de succession de Bourgogne (1477–1482). Seuls les corbeaux des mâchicoulis encore visibles sur deux tours sont conservés.
Au début du XVIIe siècle le château est restauré par la famille de seigneurs de Bouhier, par Étienne Bouhier, puis par son fils Jean Bouhier de Savigny, puis son petit-fils Bénigne Bouhier, qui fait construire le « Petit Château » après 1671.
En 1689, le château devient propriété de la famille de Migieu, puis par alliance, au général comte de La Loyère et à ses héritiers.
Au cours de l'année 1719, le Président de Migeu dut abandonner son château pendant quelques mois où il servit de résidence imposée à la petite fille du duc Louis II de Bourbon-Condé, la duchesse du Maine Louise-Bénédicte de Bourbon, durant son exil en Bourgogne.
Le spécialiste de la vigne Jules Guyot (1807-1872), auteur d'ouvrages viticoles de référence, y est mort lors d'un séjour.
Depuis le 18 octobre 1940 le château et le petit château contigu, font l’objet d’une inscription aux monuments historiques.

Quelques pièces du château
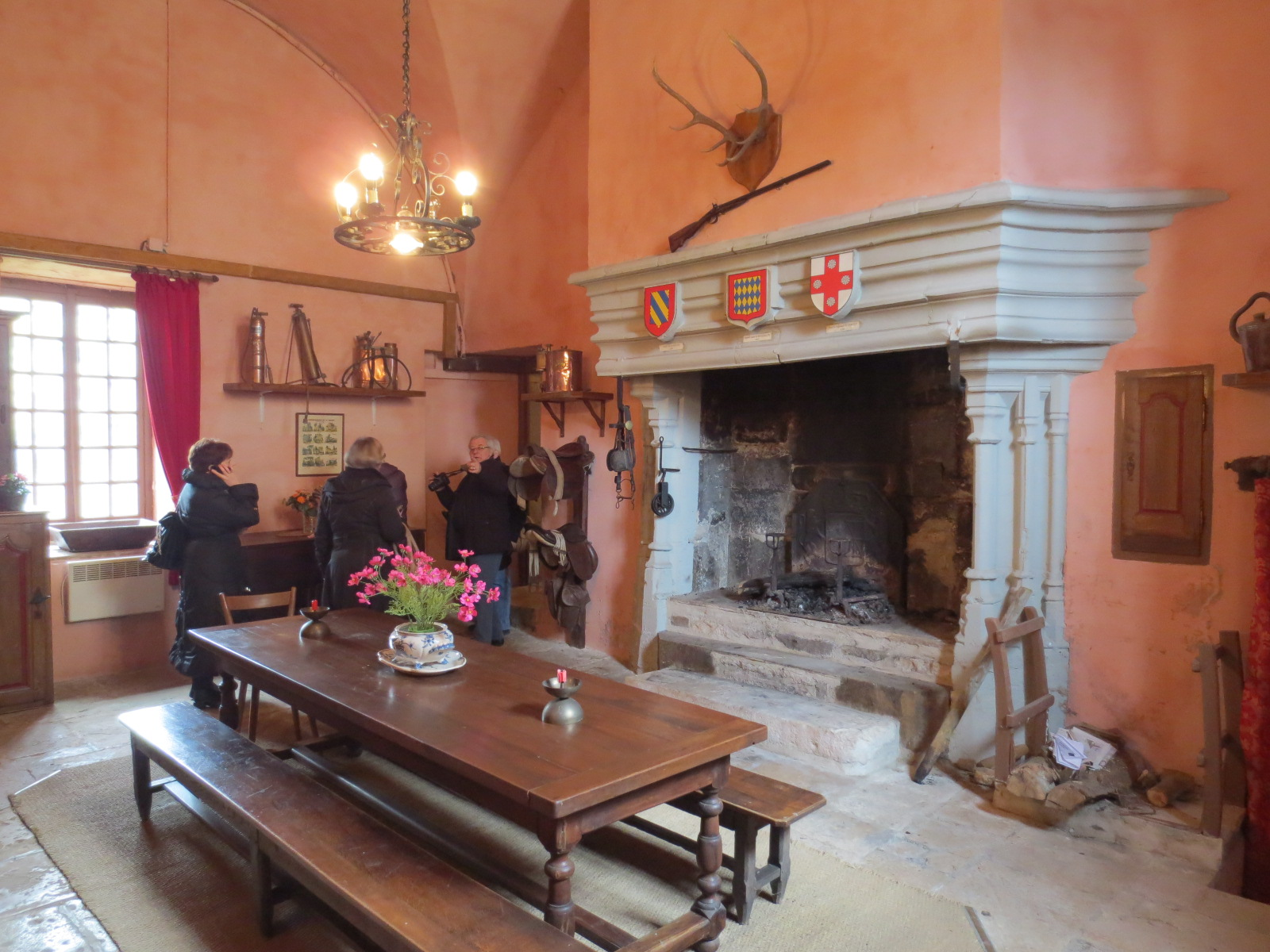
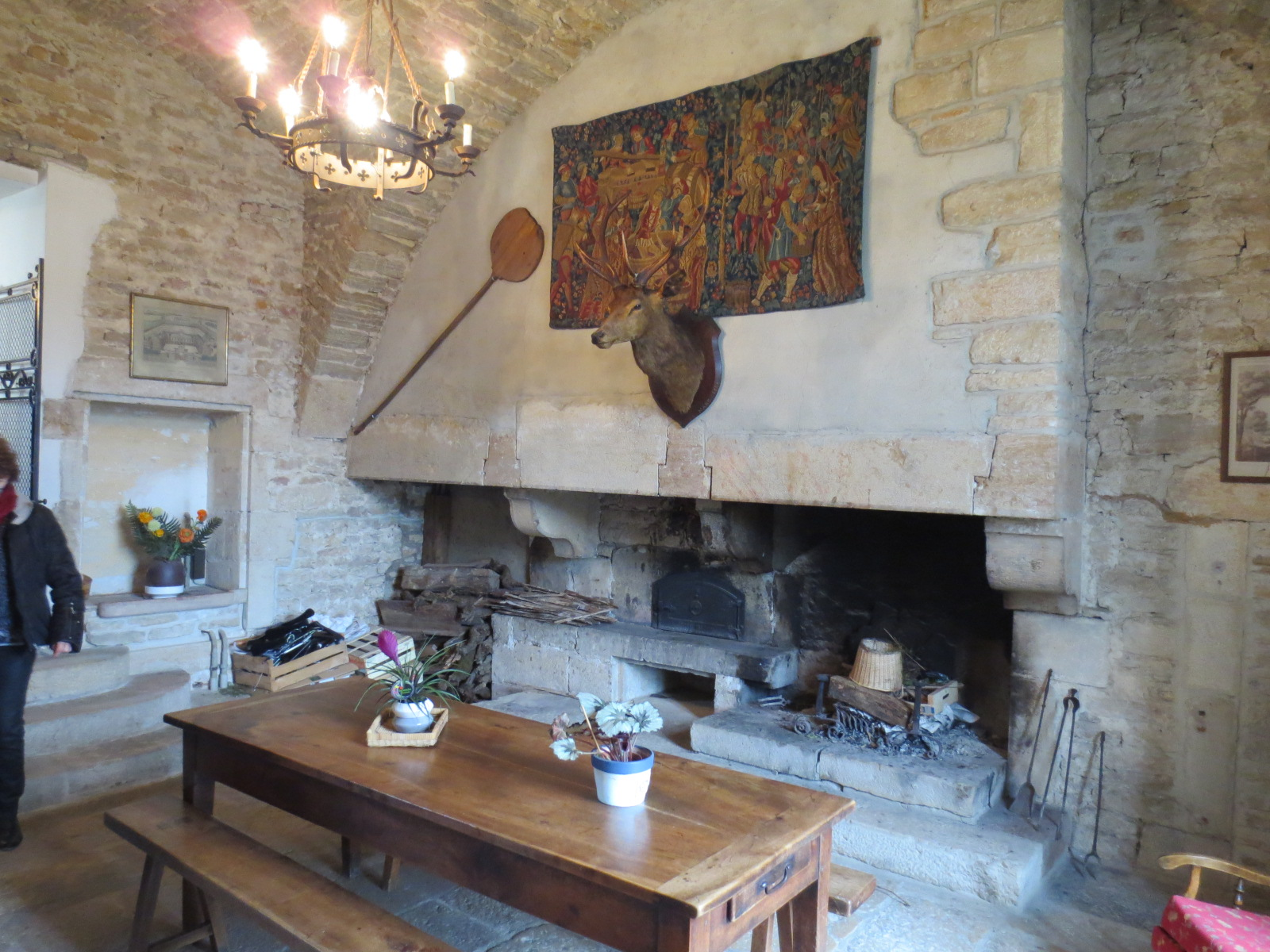
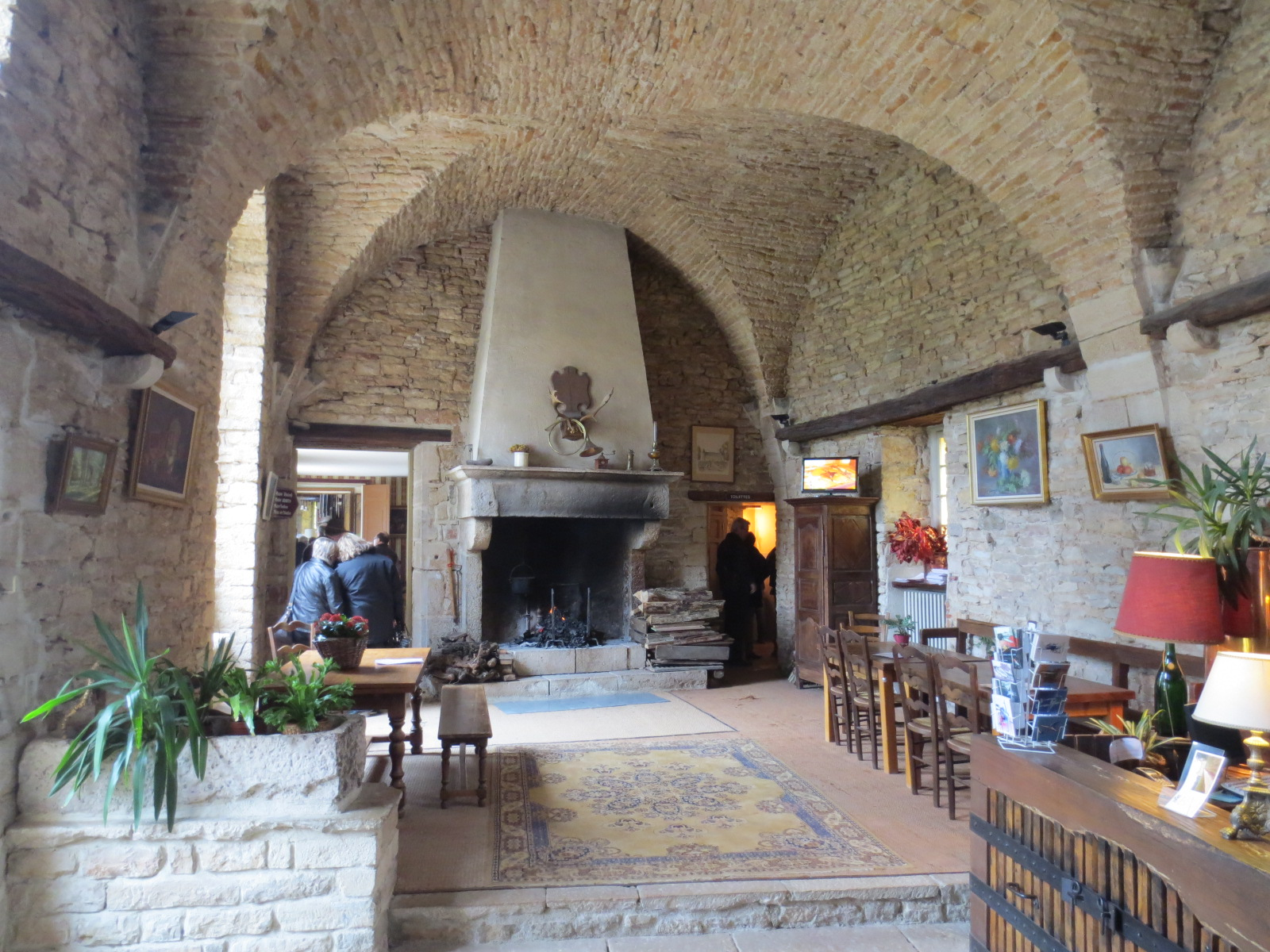
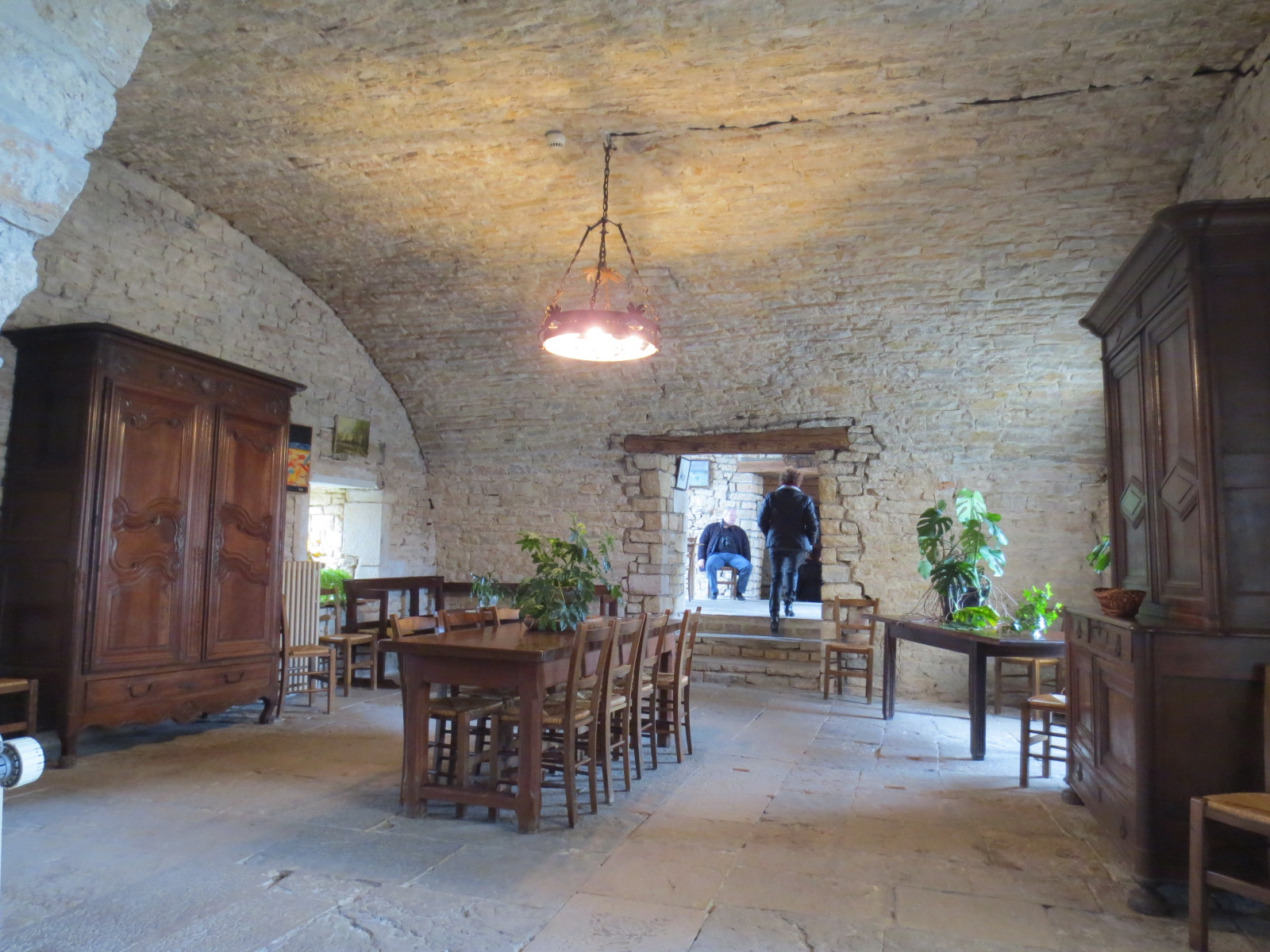

## Muséographie
En 1979, le château est acheté par Michel Pont (décédé en 2021, à 89 ans), viticulteur exploitant d'un important domaine viticole de 20 hectares du vignoble de la côte de Beaune, qui y entreprend d'importants travaux de restauration. Ancien pilote de rallye automobile Abarth des années 1960, et important collectionneur passionné de mécanique, il y fonde plusieurs musées avec d'importantes collections mécaniques divers, visités par environ 30 000 visiteurs annuels et abritant, en 2018, la plus importante collection privée au monde d’avions de chasse, homologuée par le Livre Guinness des records :
- Viticulture : matériel agricole et 25 prototypes de tracteurs enjambeurs dans le Petit Château, et pressoirs à vin et outils à main dans le château ;
- Aéronautique : plus d'une centaine d'avions de chasse, avions militaires / avion à réaction et hélicoptères dans le parc, et 2000 maquettes dans le château ;
- Voitures Abarth : 35 voitures de course et 600 maquettes au 1/43e dans le Petit Château ;
- Motos : 300 modèles de 1903 à 1960 et 1 200 maquettes au 1/18e au 2e étage du château ;
- Pompiers : une vingtaine de fourgons d'incendie, sous chapiteau dans le parc.
- Et de très nombreux moteurs et objets mécaniques divers...

Viticulture
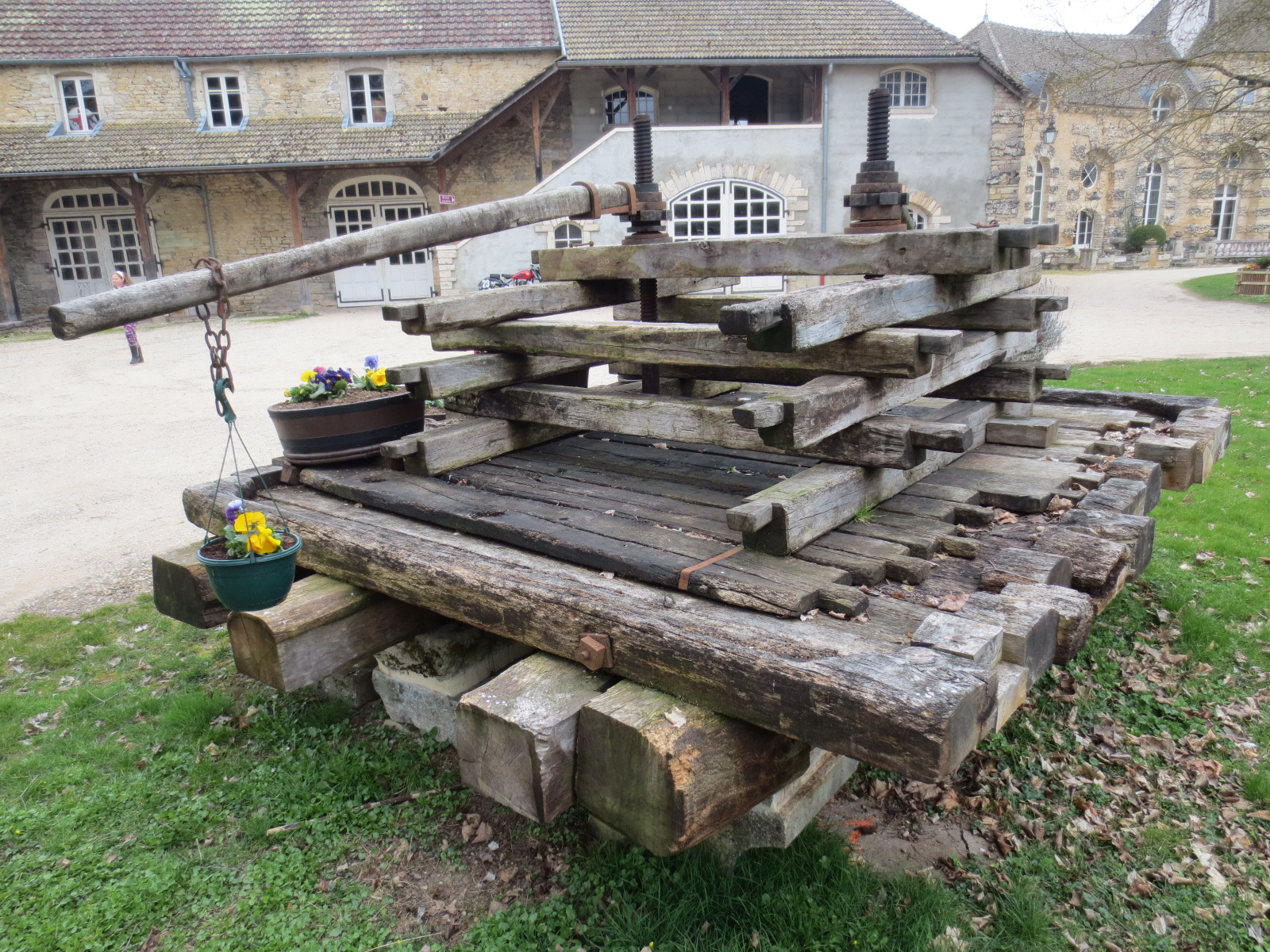
Pressoir à vin
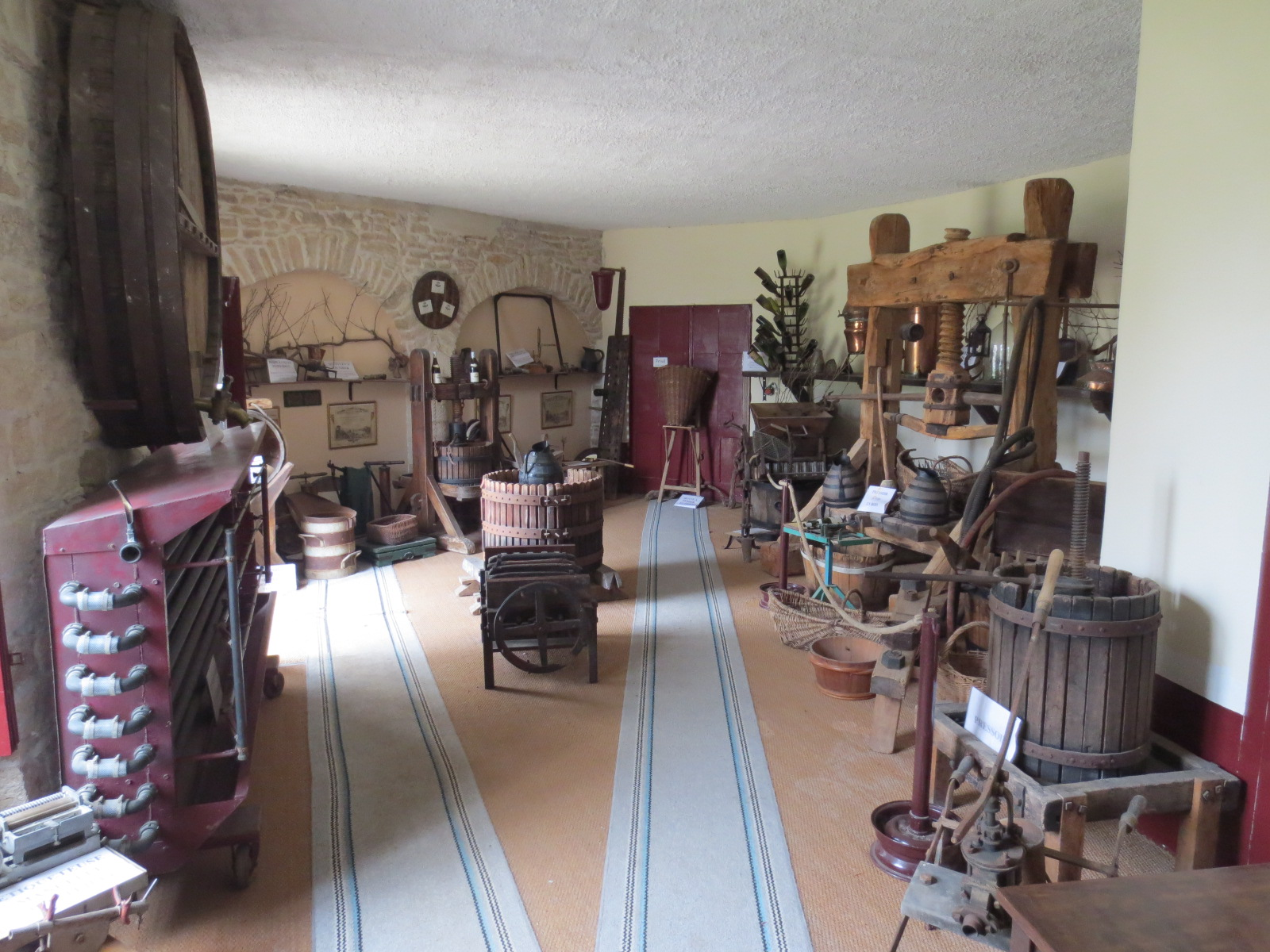
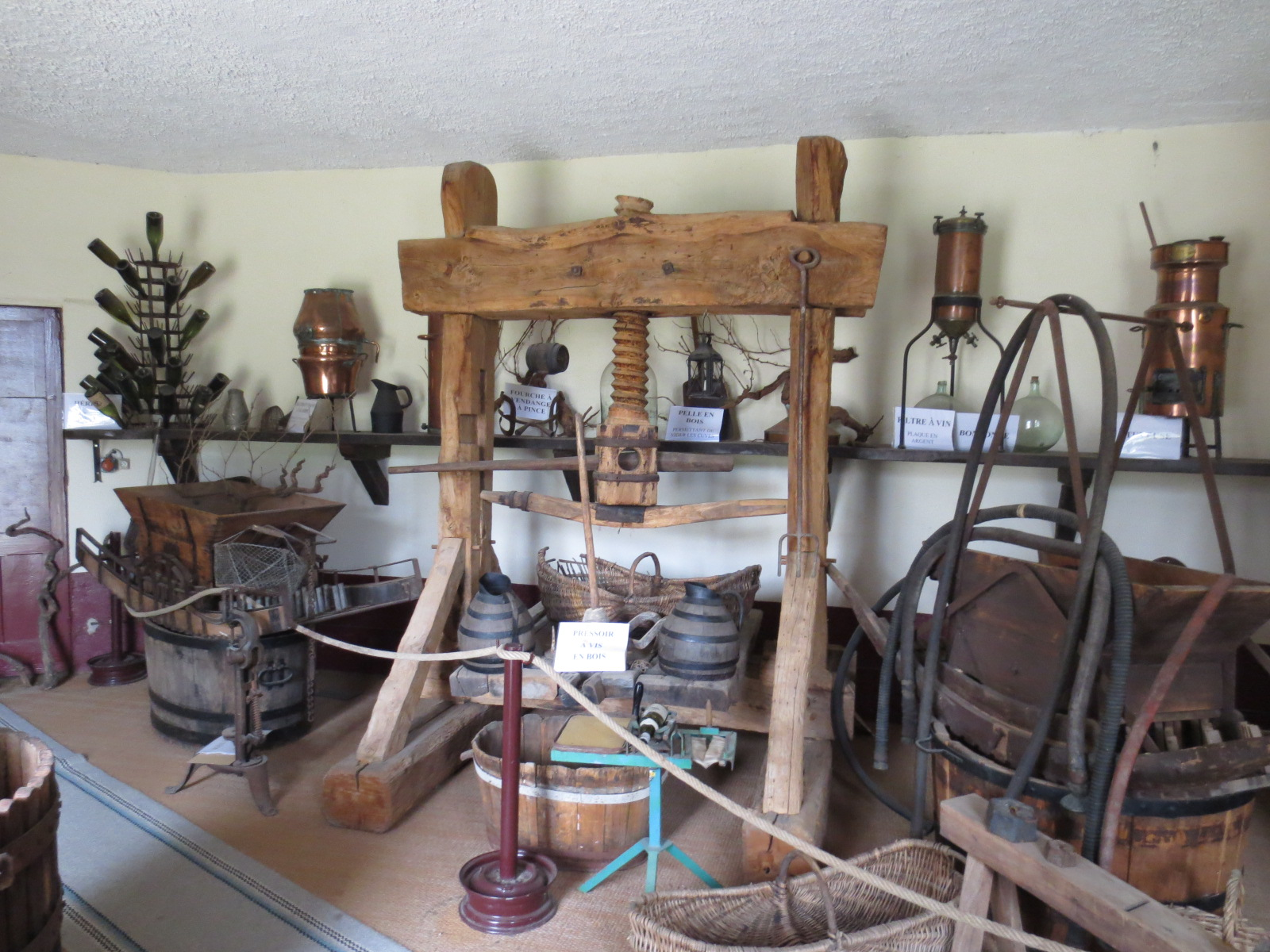
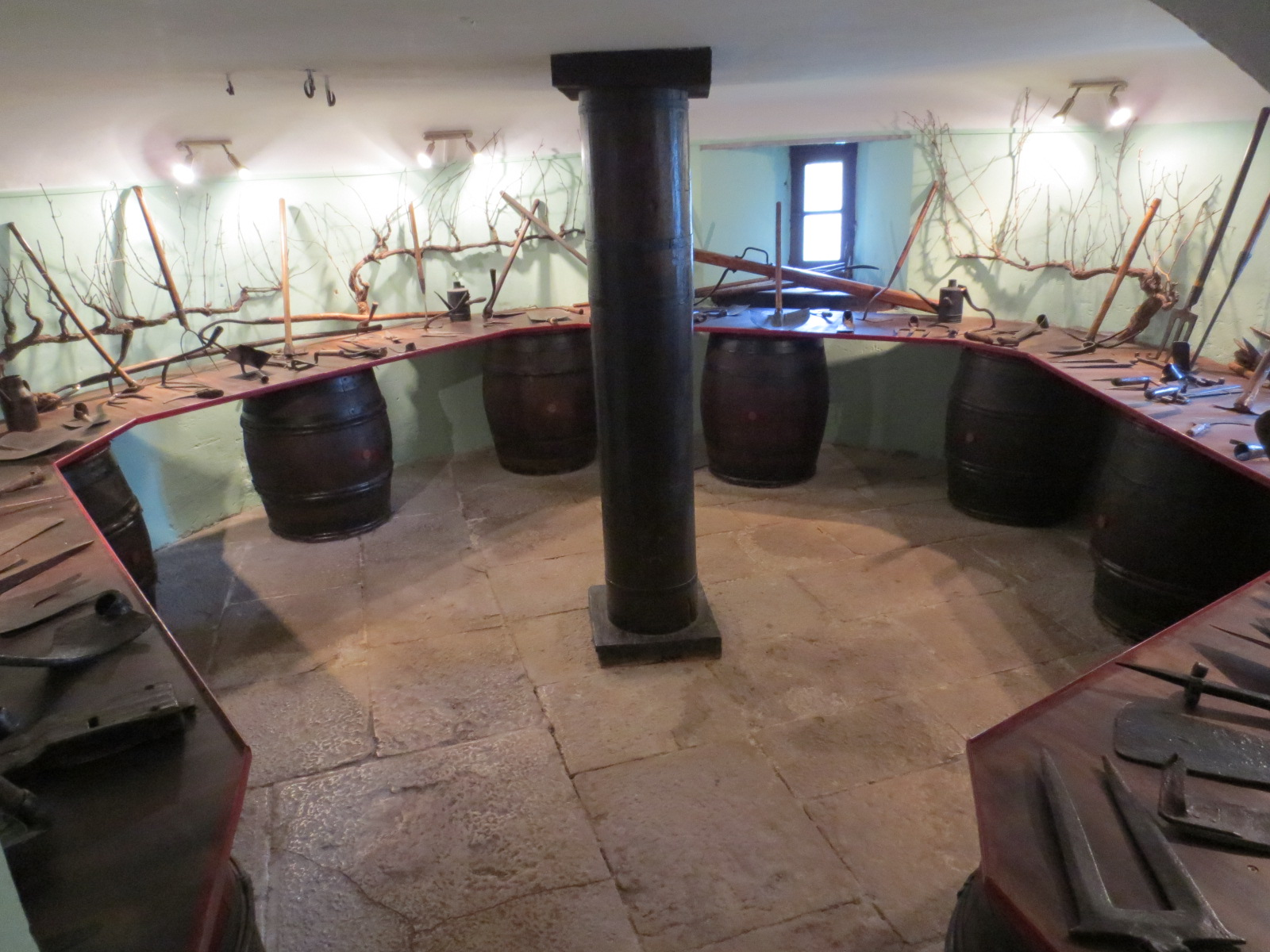

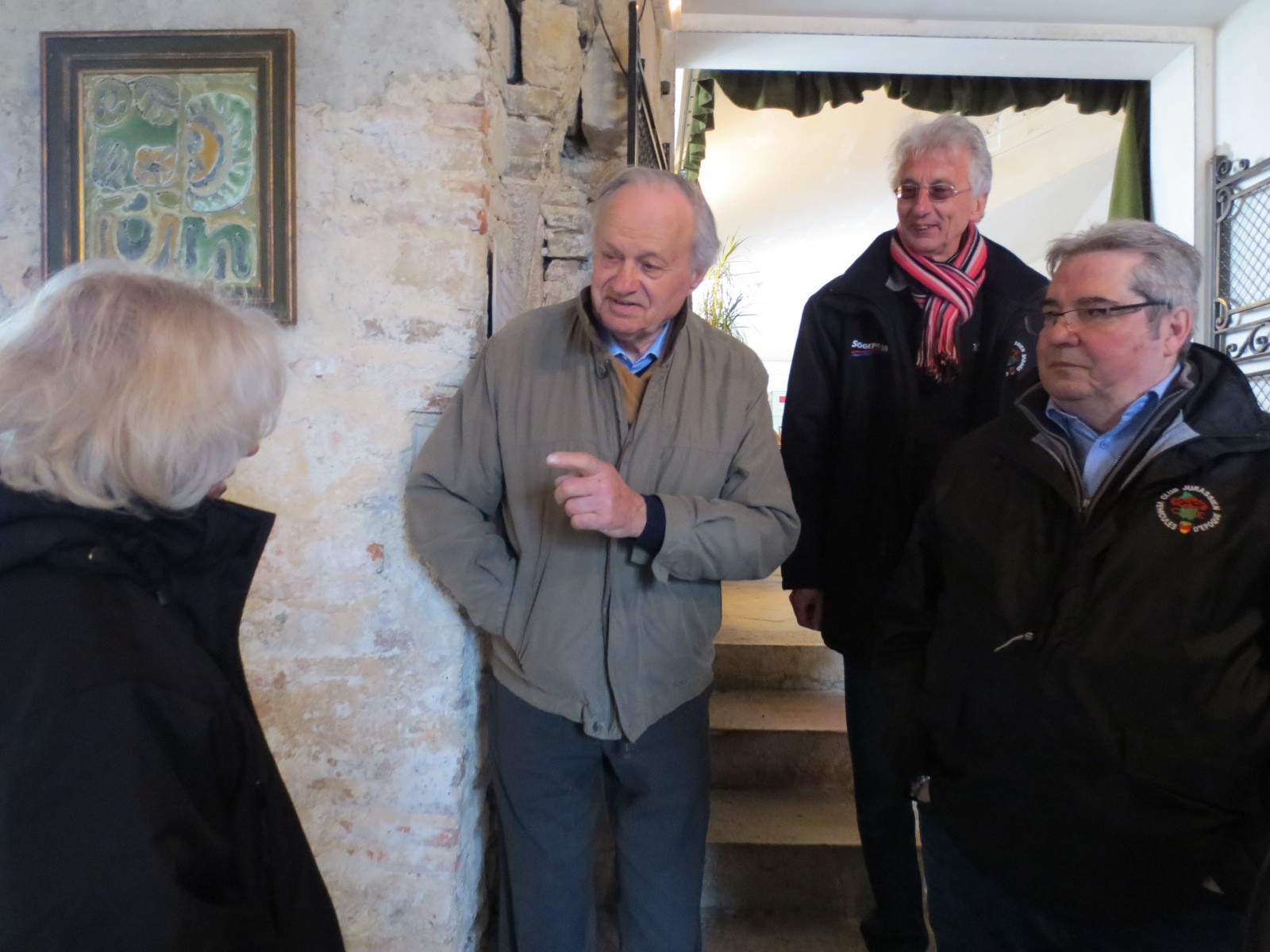
Michel Pont (au centre), viticulteur et collectionneur
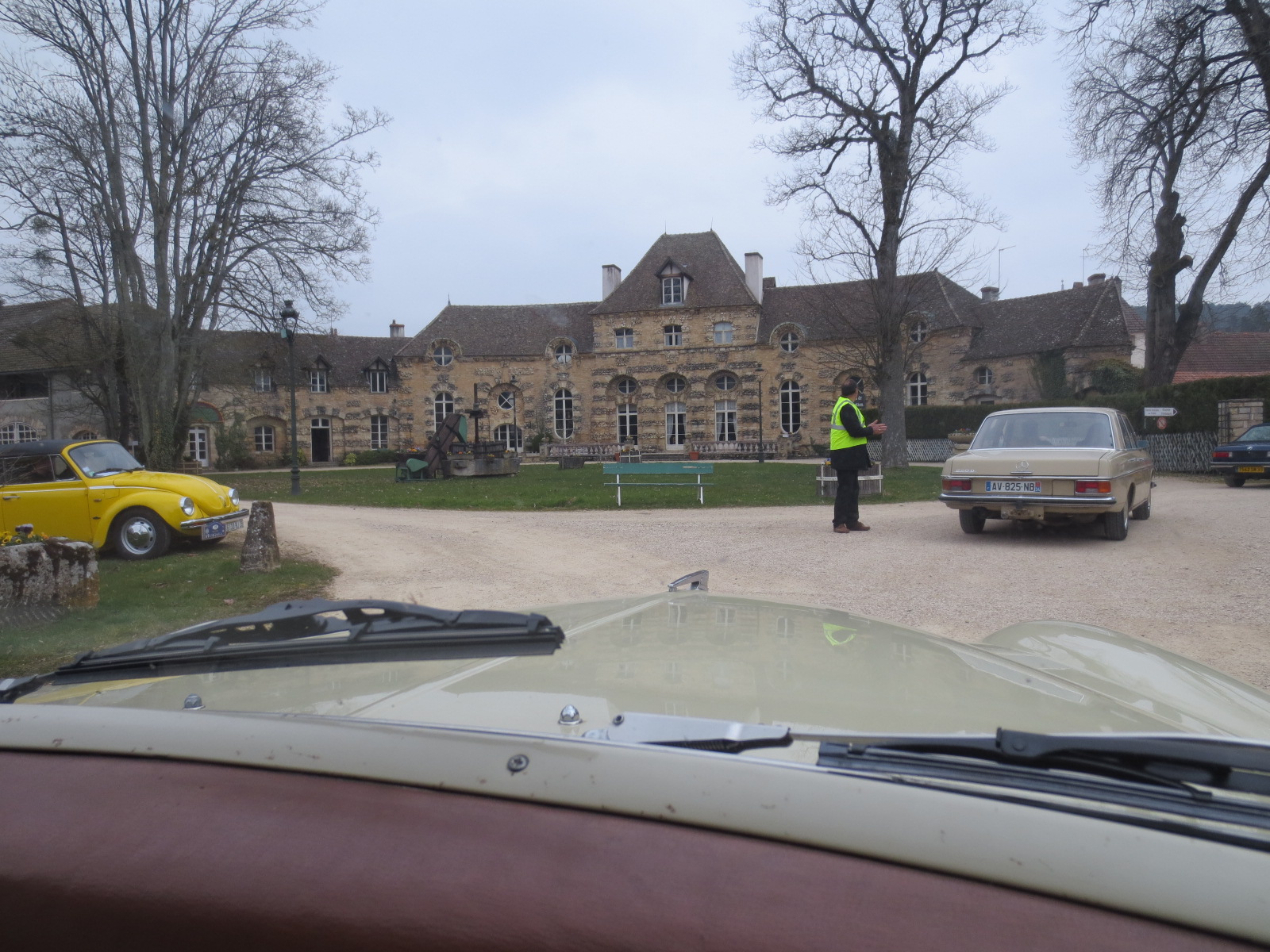
Petit château (XVIIe siècle)
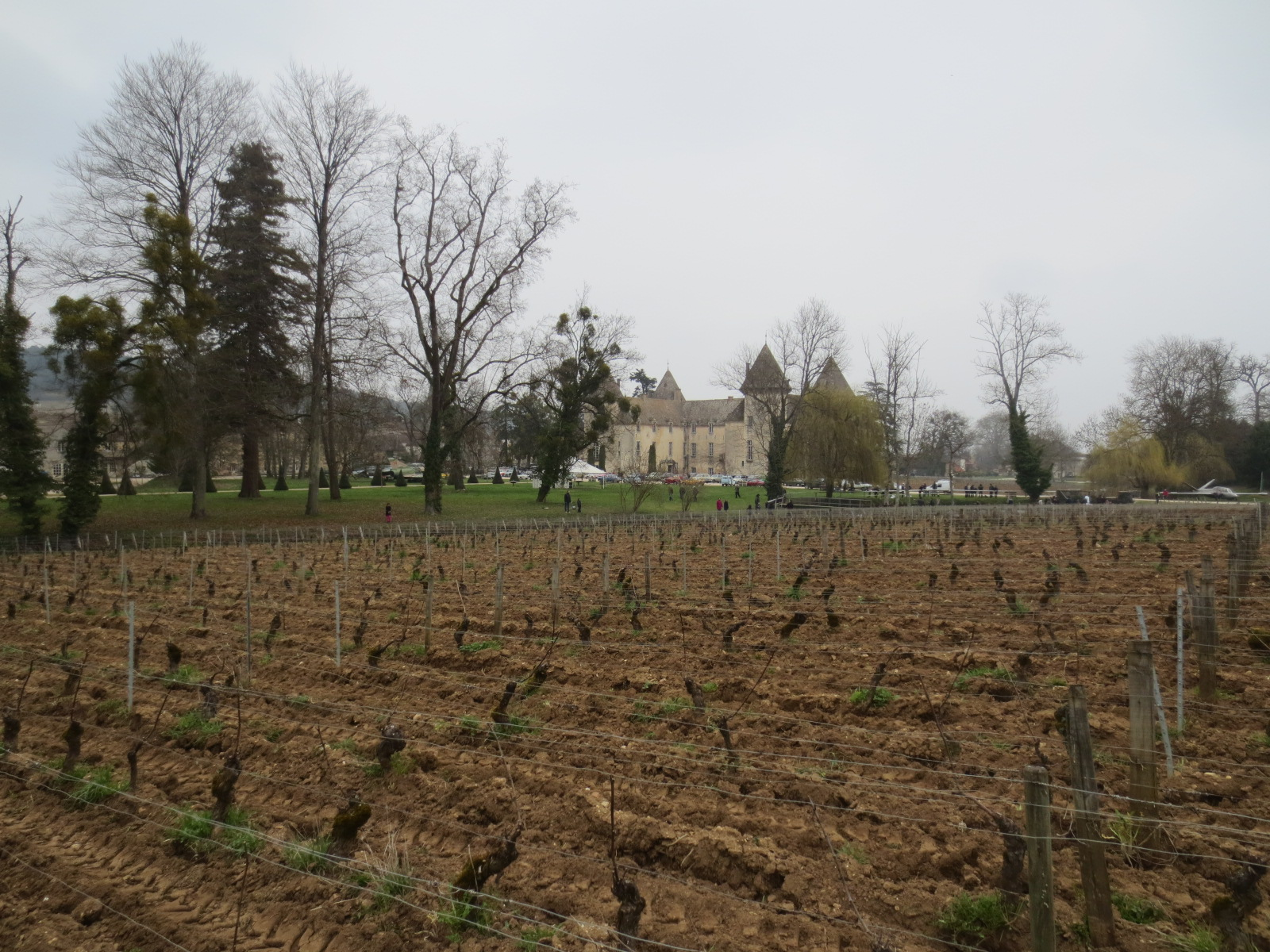
Vignoble du château
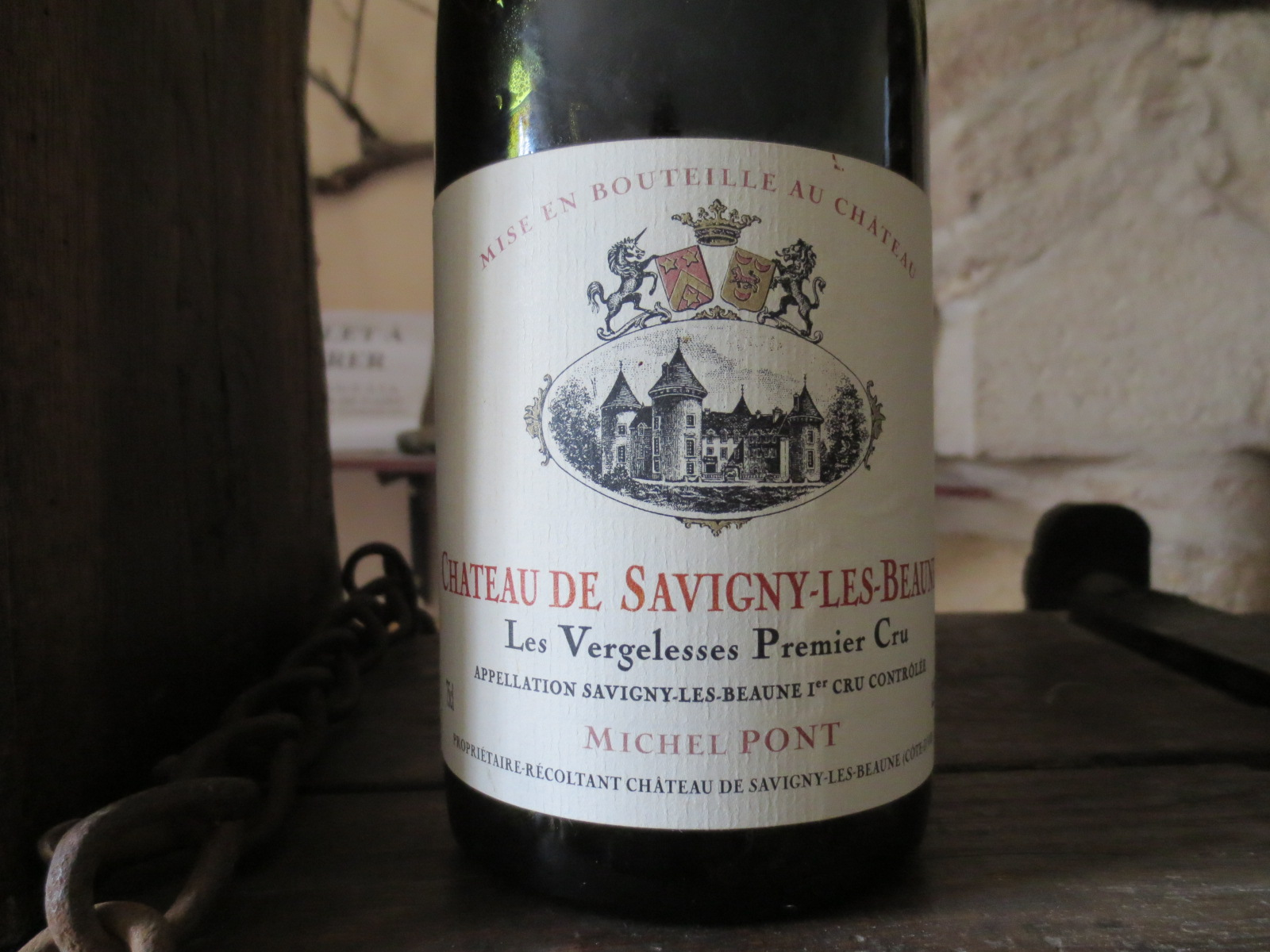
Vignoble de la côte de Beaune

Abarth, motos, camions, tracteurs, vélos...
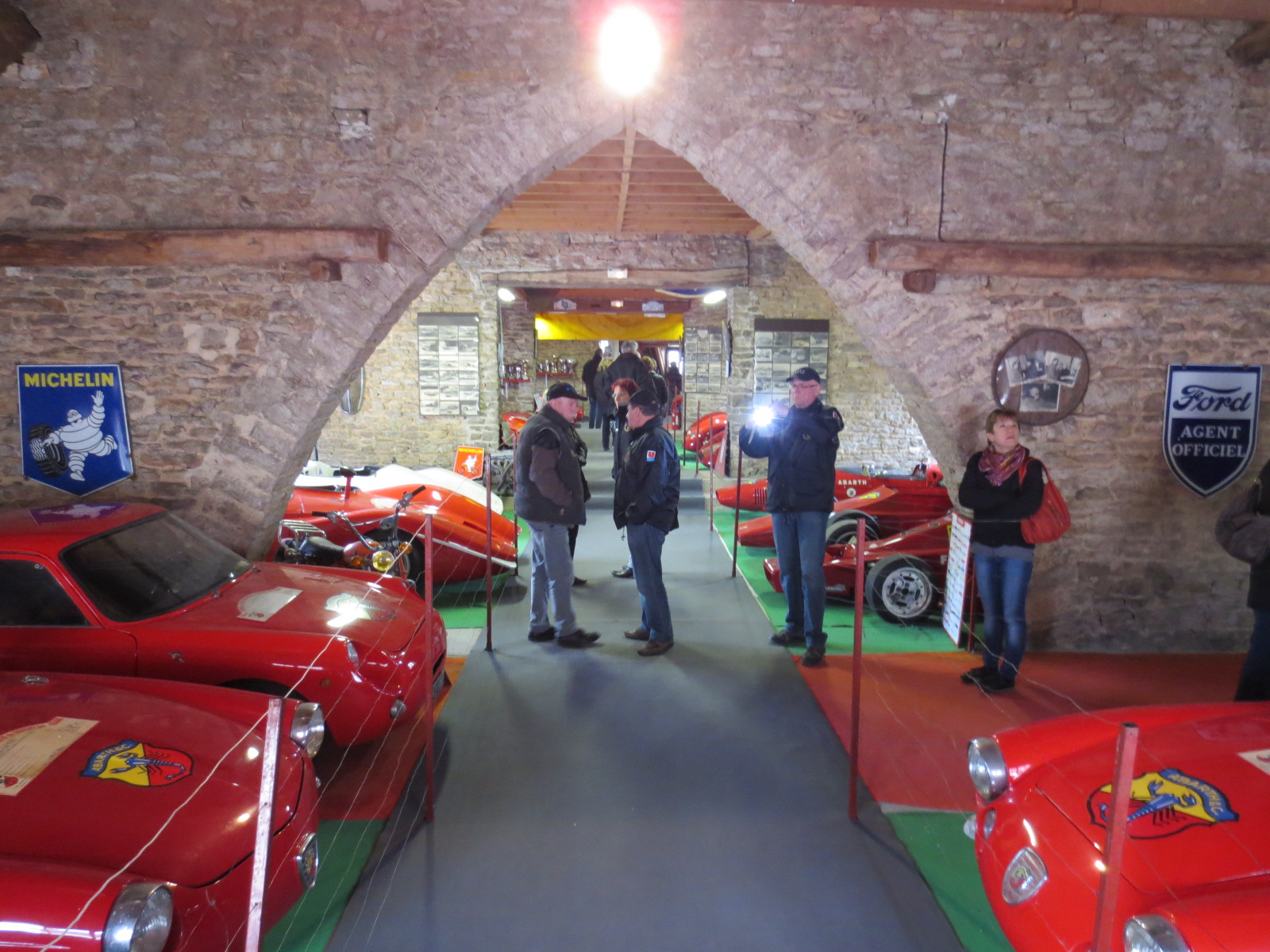
Musée Abarth
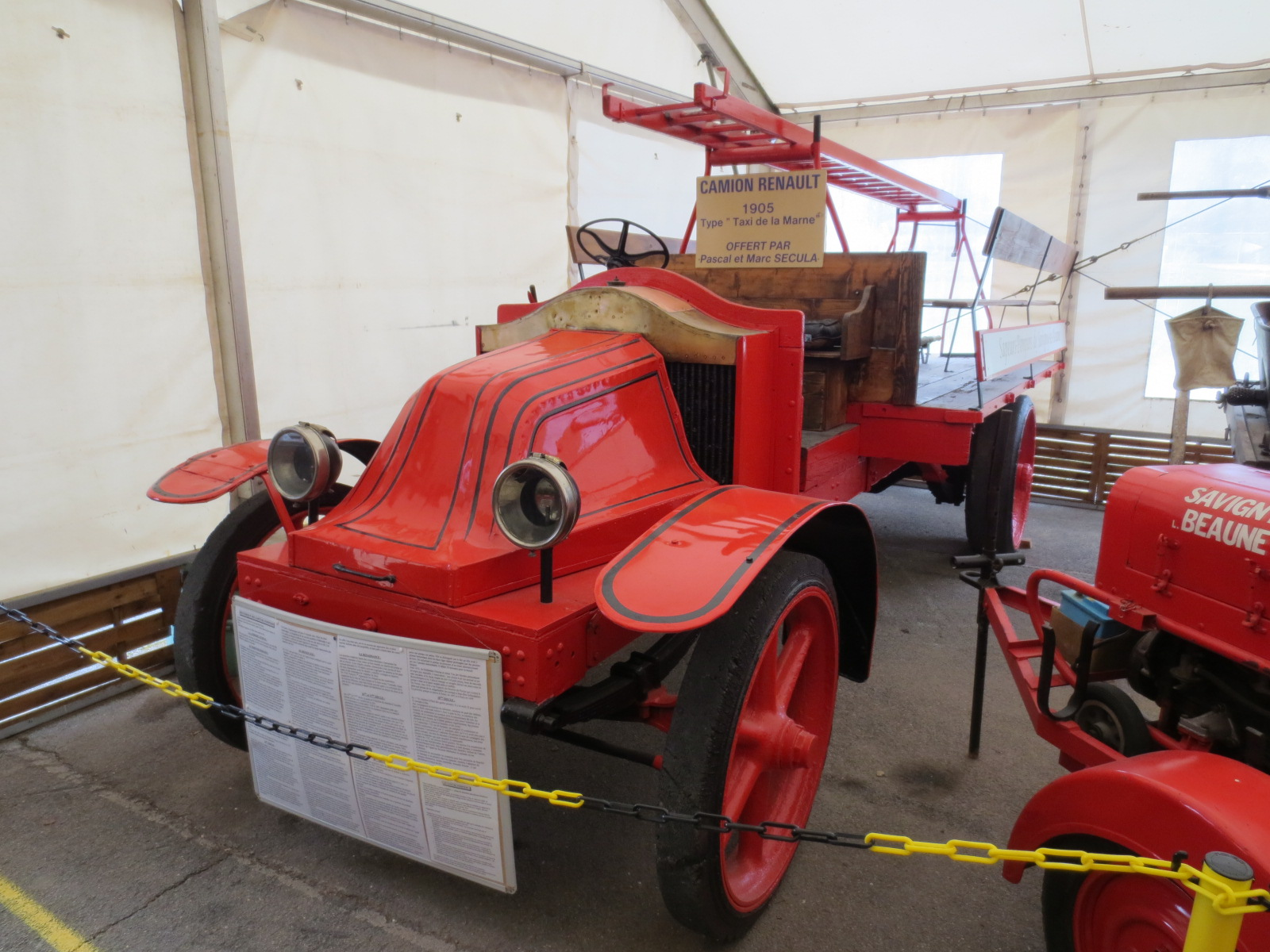
Fourgon d'incendie Renault type Taxis de la Marne, 1905
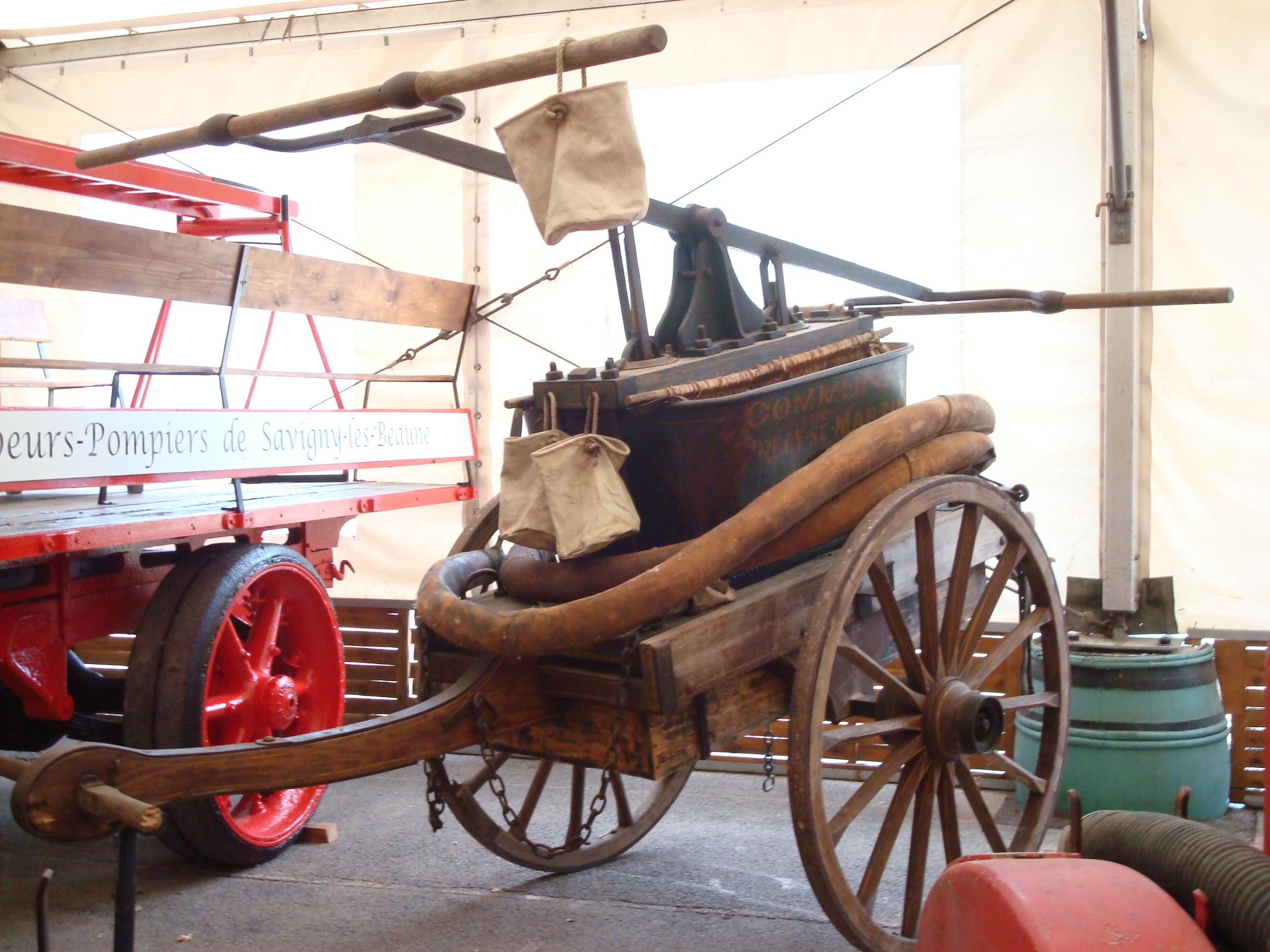
Fourgon d'incendie avec pompe à bras
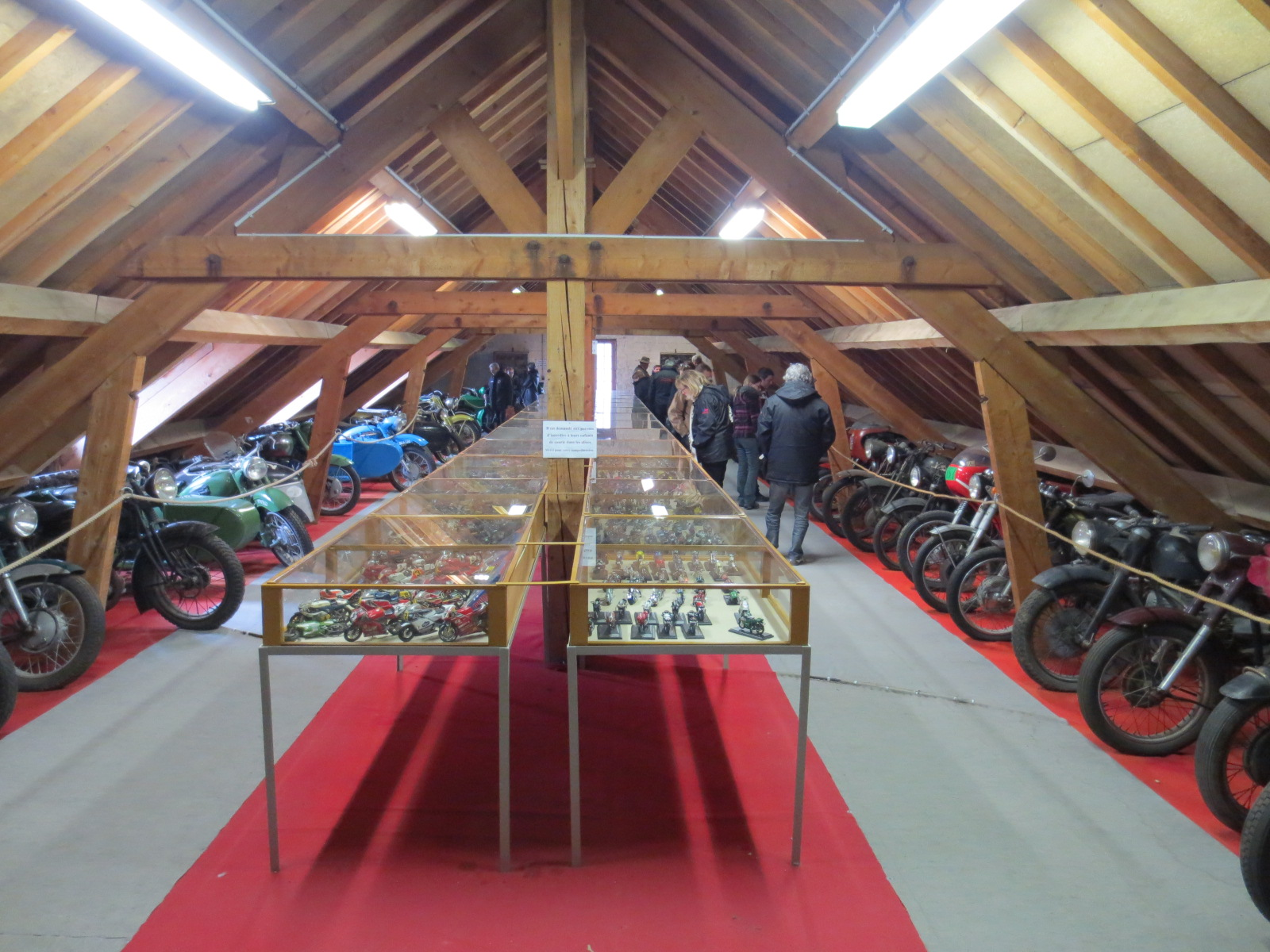
Motos
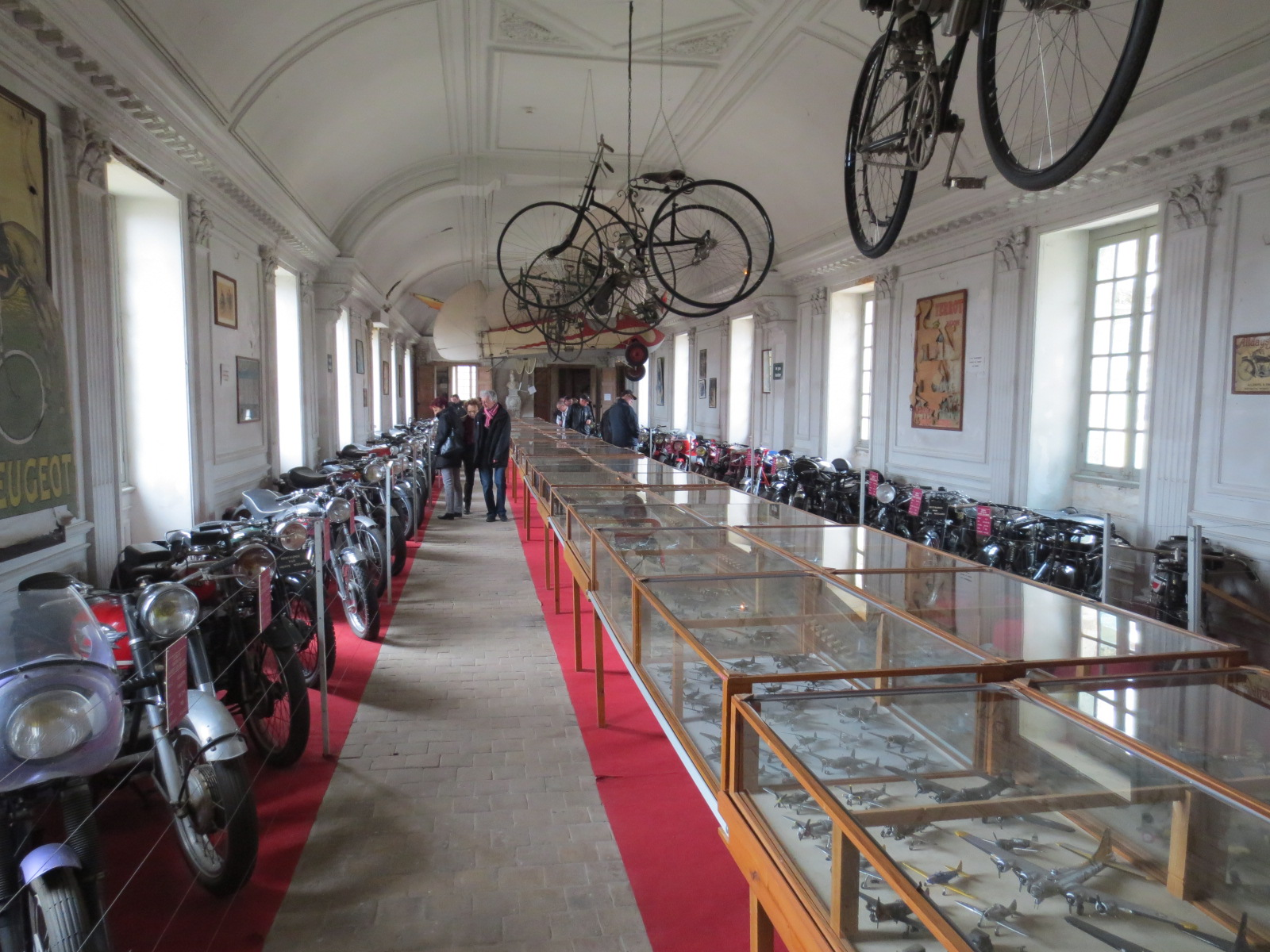
Motos
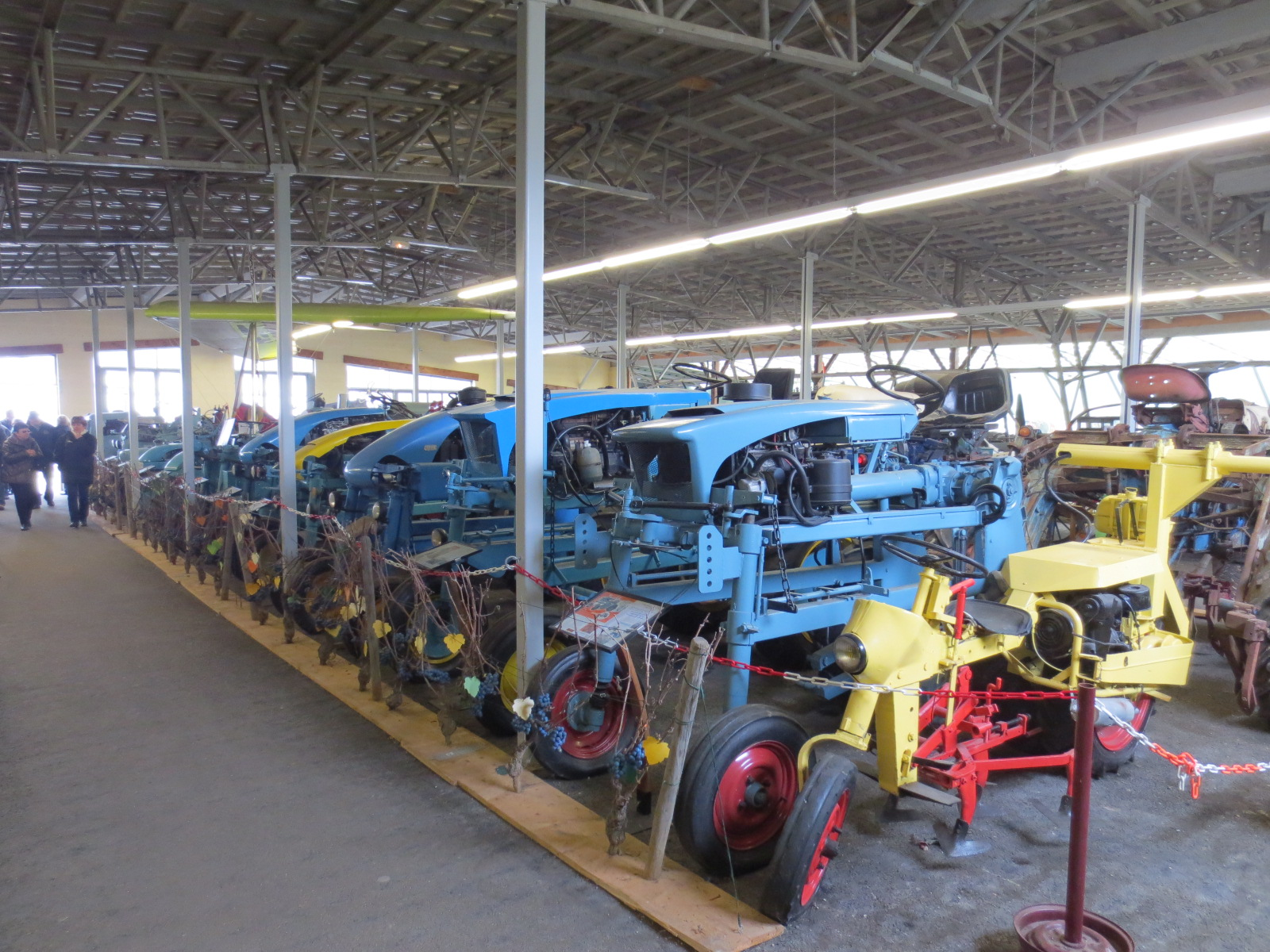
Enjambeurs viticoles

Avions militaires à réaction et hélicoptères
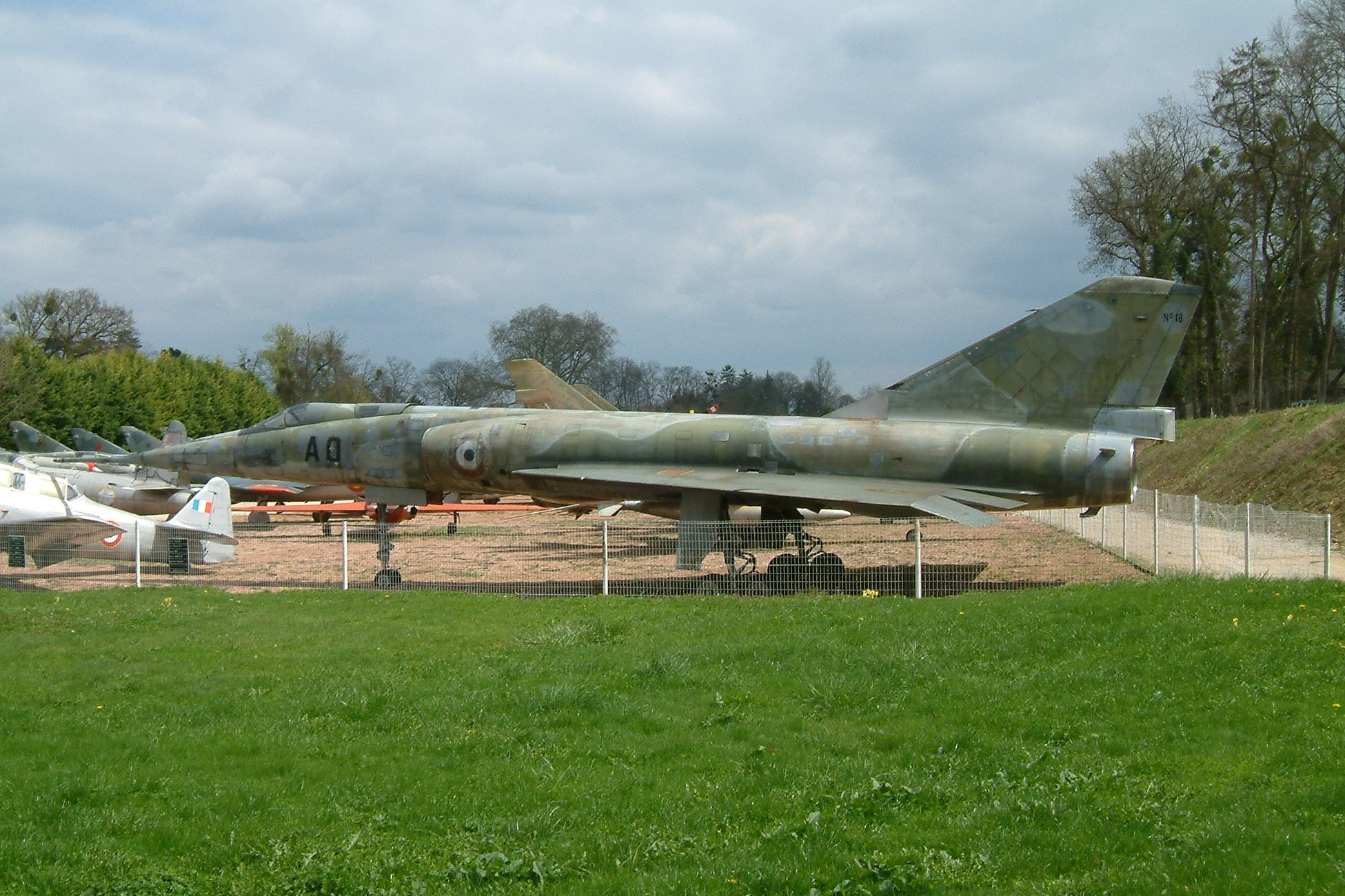
Dassault Mirage IV
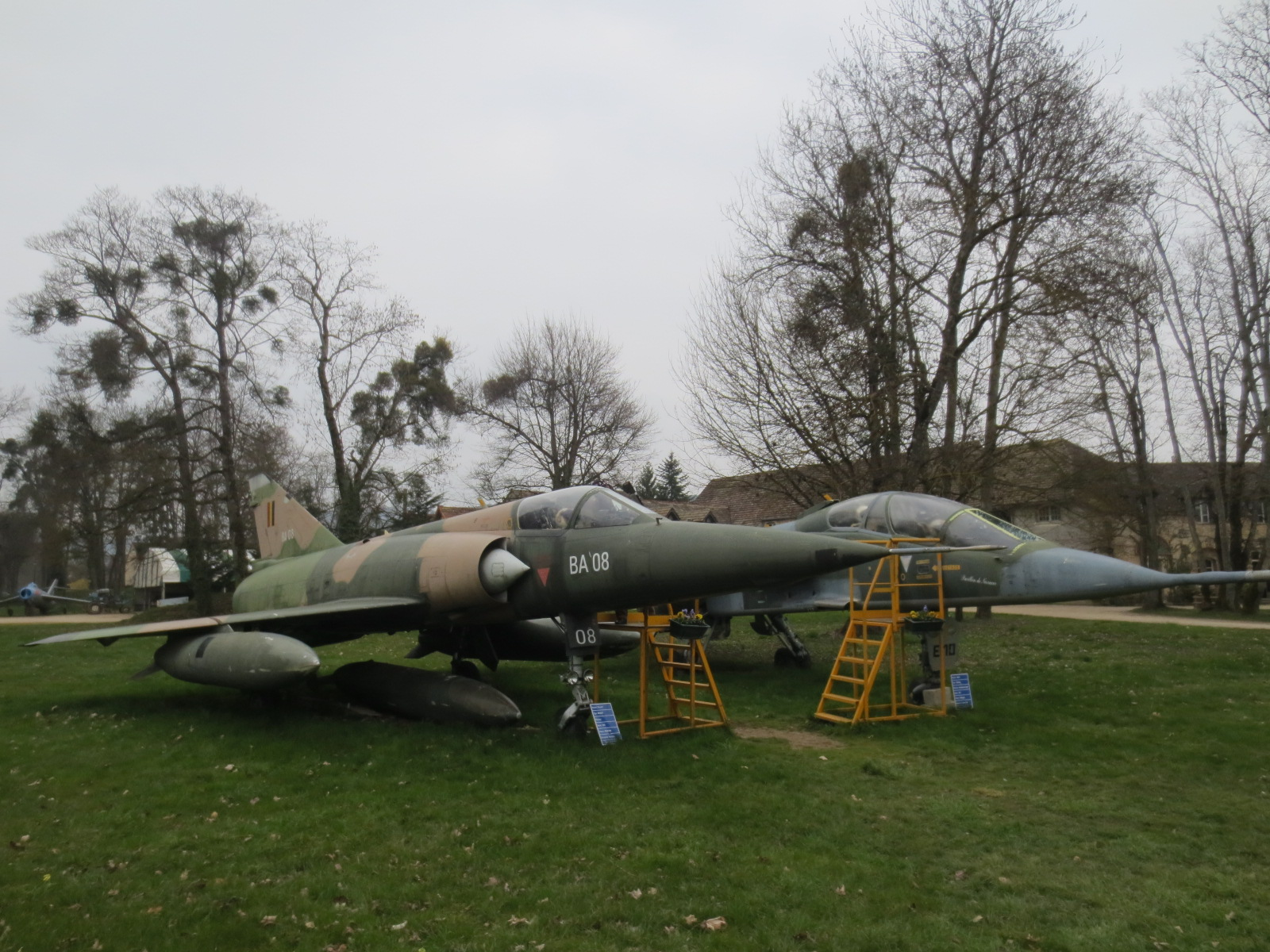
Dassault Mirage 5 et Jaguar
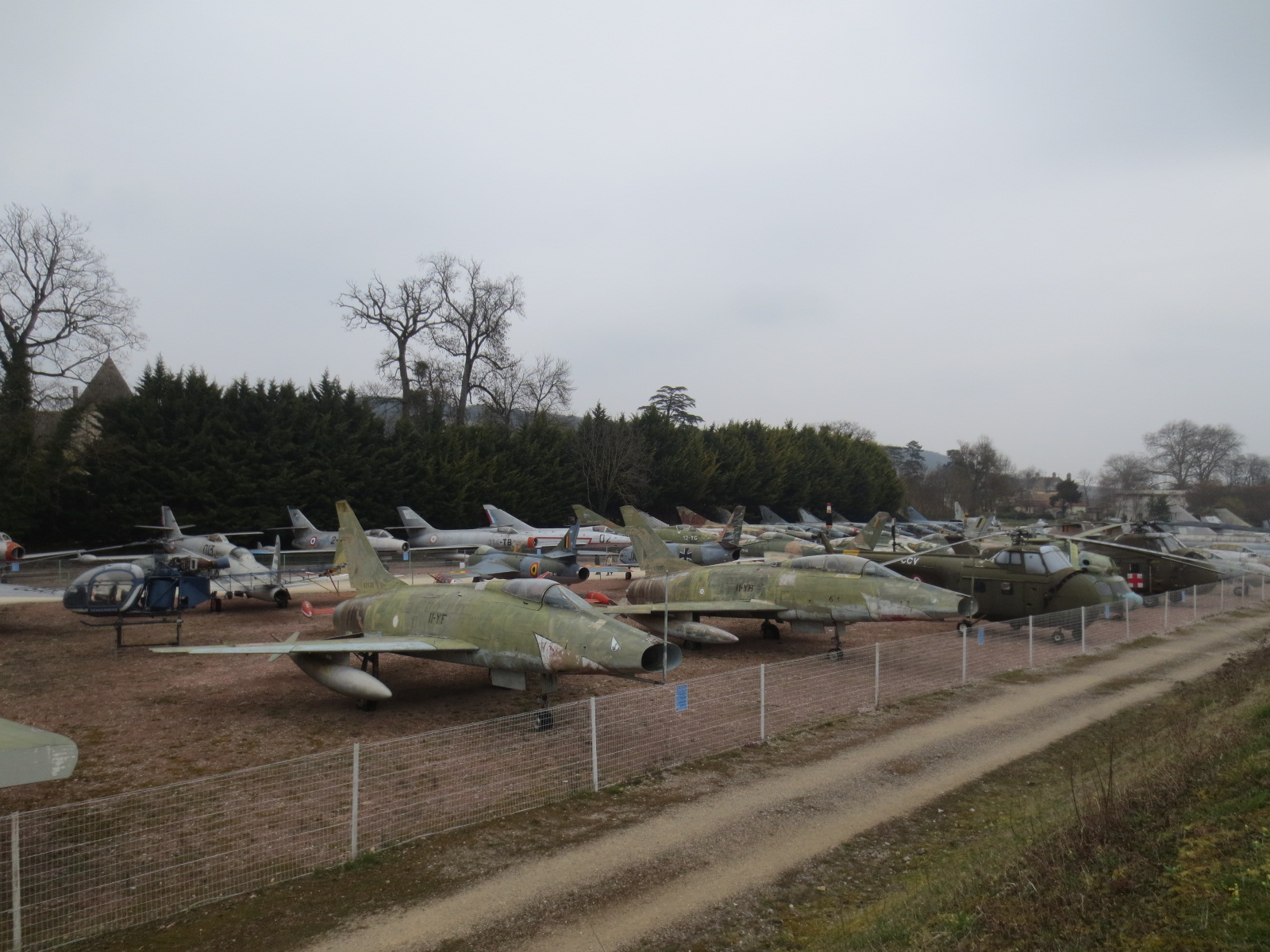
Alignement de jets et d'hélicoptères
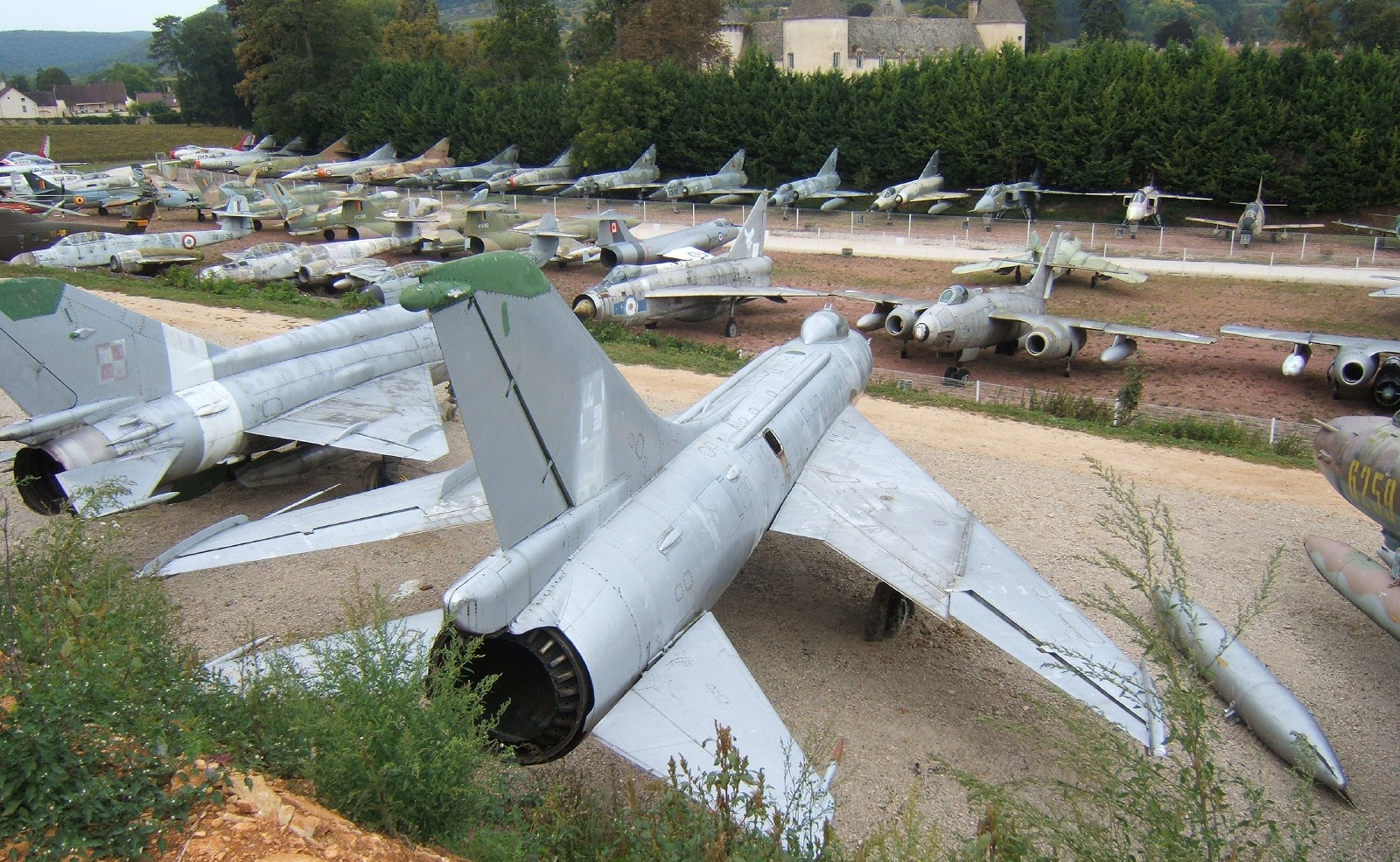
Vue arrière d'un Soukhoï Su-7